# Medinipur
Medinipur (alternativt Midnapore eller Midnapur) är en stad i den indiska delstaten Västbengalen. Den är administrativ huvudort för distriktet Paschim Medinipur och hade 169 264 invånare vid folkräkningen 2011.